# Гейтуэй (Аляска)
Гейтуэй (англ. Gateway) — статистически обособленная местность в боро Матануска-Суситна, штат Аляска, США. По данным переписи 2010 года население составляет 5552 человека.

## География
Площадь статистически обособленной местности составляет 43,5 км², из которых 42,1 км² — суша и 1,3 км² — открытые водные пространства.

## Население
По данным переписи 2000 года население статистически обособленной местности составляло 2952 человека. Расовый состав: белые — 88,25 %; афроамериканцы — 0,71 %; коренные американцы — 4,00 %; азиаты — 0,91 %; жители островов Тихого океана — 0,14 %; представители других рас — 0,98 % и представители двух и более рас — 5,01 %. 2,41 % населения — латиноамериканцы всех рас.
Из 981 домашних хозяйств в 49,6 % — воспитывали детей в возрасте до 18 лет, 66,8 % представляли собой совместно проживающие супружеские пары; 7,8 % — женщины, проживающие без мужей и 20,3 % не имели семьи. 15,8 % от общего числа семей на момент переписи жили самостоятельно, при этом 2,7 % составили одинокие пожилые люди в возрасте 65 лет и старше. В среднем домашнее хозяйство ведут 3,01 человек, а средний размер семьи — 3,36 человек.
Доля лиц в возрасте младше 18 лет — 34,5 %; лиц старше 65 лет — 5,1 %. Средний возраст населения — 33 года. На каждые 100 женщин приходится 100,0 мужчин; на каждые 100 женщин в возрасте старше 18 лет — 101,8 мужчин.

## Экономика
Средний доход на совместное хозяйство — $60 385. Средний доход на душу населения — $24 548.